# Alain Mabanckou
Alain Mabanckou (Pointe-Noire, República do Congo, 24 de fevereiro de 1966) é um escritor congolês, com dupla nacionalidade franco-congolês. 

## Biografia
Estudou Direito en Brazzaville e, posteriormente, na França. Após concluir a pós-graduação na Universidade Paris-Dauphine, trabalhou durante vários anos em importantes multinacionais francesas antes de se consagrar por completo à literatura. Reside nos Estados Unidos, como professor convidado desde 2002; inicialmente como professor de literatura francófona e de "escrita criativa" na Universidade de Michigan e, mais recentemente, na Universidade de Califórnia (UCLA), com disciplinas de literatura francófona.
É autor de doze romances, seis livros de poesia, dois livros infanto-juvenis e de diversos relatos que são publicados em distintos periódicos como Le Figaro (Paris), Le Soir (Bruxelas) e em duas obras coletivas: Relatos de África ("Nouvelles d’Afrique") em 2003 e Visto desde a Lua, relatos otimistas ("Vu de la lune, Nouvelles optimistes") em 2005.
Em 2006, com o romance Memorias de porco-espinho, conseguiu o importante prêmio Renaudot. Em 2008, Mabanckou traduziu do inglês para o francês a obra de Uzodinma Iweala, um escritor nigeriano considerado como um jovem prodígio da literatura norte-americana.
Entre 2015 e 2016, o escritor lecionou no Collège de France na cadeira de Criação artística, com o curso intitulado de Letras negras: das trevas à luz (transformado em livro posteriormente).

Em 2018 veio ao Brasil para participar da FLIP (Feira Literária Internacional de Paraty).

## Obras

### Romances
- 1998 : Azul, branco, vermelho ("Bleu Blanc Rouge")
- 2001 : E só Deus sabe como durmo ("Et Dieu seul sait comment je dors")
- 2002 : Os netos negros de Vercingetorix ("Les Petits-fils nègres de Vercingétorix")
- 2003 : African Psycho
- 2005 : Copo Quebrado ("Verre cassé"), Rio de Janeiro: Editora Malê, 2018. Tradução Paula Souza Dias Nogueira.
- 2006 : Memórias de porco-espinho ("Mémoires de porc-épic") Rio de Janeiro: Editora Malê, 2017. Tradução Paula Souza Dias Nogueira.
- 2009 : Black Bazar ("Black Bazar"), Rio de janeiro: Editora Malê, 2020. Tradução Paula Souza Dias Nogueira.
- 2010 : Amanhã farei vinte anos ("Demain j'aurai vingt ans")
- 2012 : Cale-se e morra ("Tais-toi et meurs")
- 2013 : Luzes de Ponta-Negra ("Lumières de Pointe-Noire")
- 2015 : Moisés Negro ("Petit Piment"), Rio de Janeiro: Editora Malê: 2020. Tradução Paula Souza Dias Nogueira.
- 2018 : As cegonhas são imortais ("Les Cigognes sont immortelles")

### Poesia
- 1993 : No dia-a-dia ("Au jour le jour")
- 1995 : A lenda da errância ("La Légende de l'errance")
- 1995 : O desgaste dos amanhãs ("L'Usure des lendemains")
- 1997 : As árvores também derramam lágrimas seguido de Versos ("Les arbres aussi versent des larmes" suivi de Versets")
- 1999 : Quando o galo anunciar a aurora dum outro dia ("Quand le coq annoncera l'aube d'un autre jour")
- 2004 : Enquanto as árvores se enraizarem na terra ("Tant que les arbres s'enracineront dans la terre")
- 2016 : Congo

### Ensaios
- 2007 : Carta a Jimmy ("Lettre à Jimmy") (James Baldwin)
- 2009 : A Europa desde a África ("L'Europe depuis l'Afrique")
- 2011 : Escritor e pássaro migrador ("Écrivain et oiseau migrateur")
- 2012 : O soluço do homem negro ("Le Sanglot de l'homme noir")
- 2016 : Letras negras: das trevas à luz ("Lettres noires : des ténèbres à la lumière")
- 2016 : O mundo é minha linguagem ("Le monde est mon langage")
- 2017 : Pensar e escrever a África hoje ("Penser et écrire l'Afrique aujourd'hui")

### Obras de literatura infanto-juvenil
- 2000 : O enterro de minha mãe ("L'Enterrement de ma mère")
- 2010 : Irmã-Estrela ("Ma Sœur-Étoile"), São Paulo: Editora FTD, 2013.

## Prêmios
- 1995: Prêmio da Sociedade de poetas franceses.
- 1999: Grande prêmio literário de África negra.
- 2004: Medalha de cidadão honorífico da cidade de Saint-Jean-d'Angély en Charente-Maritime, (Francia).
- 2006: Premio Renaudot, Memórias de porco-espinho.

Finalista do Prêmio Renaudot, 2005, Vaso roto foi distinguido con três prêmios:
- Prêmio de romance Ouest-France-Etonnants Voyageurs 2005
- Prêmio dos cinco continentes da francofonia 2005
- Prêmio RFO do livro 2005

Em 2012, a Academia francesa deu-lhe o Grande Prêmio de literatura Henri Gal.